# システム工学
システム工学（システムこうがく、英: systems engineering）とは、システムの設計、制御、および効率などを研究する学問である。
ここでの「システム」の定義としては、システムの記事（システム#JIS Z 8115）などを参照のこと。
工学として応用される実社会の具体例としては、工業プラントやロボットから、コンピュータを用いたシミュレーションゲームや人工補助脳（ロボットスーツに搭載されるもの）、会社組織や行政機関に至るまで、きわめて広範囲に及ぶ。システム工学は、個々の要素からシステムを合成するということと、複雑なシステムを解析するという、大きく分けて2つの目的がある。なおシステム科学も参照のこと。

## 概要
工学の一分野として扱われる理由は、単なる原理追求の学問ではなく、実際に技術として即座に使用できる知識の体系という捉え方をされる場合があるからである。
システム工学の学問的方法として、モデリングとシミュレーションは重要である。モデリングとはモデルを作ることであり、シミュレーションはモデルを用いた仮想実験のことである。例えば、航空機の開発では、想定される能力・機能を数式的に表現した数学モデルをあらかじめ作り、計算機等を用いてシミュレーションすることで、どのように飛行するか、どのような操縦性を持つか、必要な飛行性能を実現するか等のデータを得る。シミュレーションの結果をもとに、システムを評価し、これによってシステムを改善する。これを繰り返し、システムの改善を図っていくのである。
個々の要素のサイズが大きく高価で信頼性や性能が低かった頃のシステムは比較的単純なものが多かったが、要素のダウンサイジングが進み安価になり信頼性と性能が向上した今日では、自己組織化に着目した自律的なシステムの構築が求められている。自律的秩序形成機能や、多元的な要素をフィードバックできる情報処理機構を有し、散逸構造形成による時間的・空間的構造の自己構築が可能な代謝サイクルを持ち、所望の機能を実現する複雑系を自律的に構築するシステムの実現へと方向性が変わっている。
システム工学という分野が確立したのは第二次世界大戦の頃であるが、この分野の本格的な研究は、電話システムにさかのぼることができる。
システム工学から派生する分野として、情報システム工学、機械システム工学、生産システム工学、環境システム工学、海洋システム工学、経営システム工学、社会システム工学、プロセスシステム工学などといったものがある。大学の土木工学科を建設システム工学科とするというような場合には単なる名称変更であることもあるが、結局のところ「システム工学からの派生」であるのか「単なる名称変更」であるのかは気の持ちように過ぎないと言えなくもない。

## システム工学に関する学科

#### 国立大学
- 和歌山大学システム工学部 - システム工学科
- 山形大学工学部 - システム創成工学科
- 茨城大学工学部 - 都市システム工学科

#### 公立大学
- 東京都立大学システムデザイン学部 - 機械システム工学科・航空宇宙システム工学科・インダストリアルアート学科の各学科と大学院から成る。

#### 私立大学
- 東京電機大学システムデザイン工学部 - 情報システム工学科
- 日本大学理工学部 - 交通システム工学科、1961年理工学部交通工学科 1979年交通土木工学科 2001年社会交通工学科 2013年交通システム工学科
- 千葉工業大学工学部 - 情報通信システム工学科
- 関西大学環境都市工学部 - 都市システム工学科
- 大阪工業大学ロボティクス&デザイン工学部 - システムデザイン工学科、主にIoT/AI分野を学ぶ
- 西日本工業大学工学部 - 総合システム工学科、1936年九州工学校設立。2003年、学科名称の変更。環境都市デザイン工学科。2007年、学科名称の変更で環境都市デザイン工学科を環境建設学科。2009年、総合システム工学科に改組

#### 高等専門学校
- 函館工業高等専門学校 - 生産システム工学科、2013年に機械工学科・電気電子工学科・情報工学科を改組し、内部に機械コース・電気電子コース・情報コースを設置した。